# Список глав правительства Коморских Островов

Коморские Острова

Список глав правительства Коморских Островов включает лиц, занимавших этот пост в Коморских Островах начиная с учреждения в 1962 году поста главы правительственного совета во французской заморской территории, называвшейся Коморское Государство (), и позже (в отдельные периоды существования поста премьер-министра) после провозглашения в 1975 году независимости страны, называвшейся официально Республика Коморские Острова (в 1975—1978 годы),  Федеральная Исламская Республика Коморские Острова (в 1978—2001 годы) и Союз Коморских Островов (с 2001 года). Кроме того, приведены главы правительства сепаратистских государственных образований, существовавших на архипелаге: Государства Анжуан в 1997—2001 годах () и Демократической Республики Мвали в 1997—1998 годах ().
Применённая в первом столбце таблиц нумерация является условной, буквенные коды «А» и «М» в нумерации относятся к Анжуану и Мвани соответственно. Также условным является использование в первых столбцах цветовой заливки, служащей для упрощения восприятия принадлежности лиц к различным политическим силам без необходимости обращения к столбцу, отражающему партийную принадлежность. В столбце «Выборы» отражены состоявшиеся выборные процедуры или иные основания, по которым лицо стало главой правительства. Наряду с партийной принадлежностью, в столбце «Партия» также отражён внепартийный (независимый) статус персоналий. Имена персоналий последовательно приведены на французском языке и, при наличии источников, на арабском языке, которые являются в стране официальными.

## Коморское Государство (автономия, 1962—1975)

Флаг (1962—1975)

Впервые пост главы правительства на Коморах появился 1 января 1962 года как пост президента Правительственного совета территории Коморы (фр. Président du conseil de gouvernement du territoire des Comores) при получении внутренней автономии (согласно принятому Сенатом Франции 22 декабря 1961 года закону № 1412) заморской территории Франции, названной Коморское Государство (фр. État comorien, араб. دولة القمر‎).
На проведённом 22 декабря 1974 года референдуме по вопросу независимости архипелага 96 % жителей островов Анжуан, Гранд-Комор и Мохели проголосовали за отделение от Франции, а 64 % населения острова Майотта — против, после чего Генеральный совет заморской территории 6 июля 1975 года в одностороннем порядке провозгласил независимость, Правительственный совет был упразднён, его президент Ахмед Абдалла был провозглашён главой государства.
|                                                | Портрет                        | Имя (годы жизни) | Полномочия      | Полномочия      | Партия                                                | Пр.           |
| Начало                                         | Портрет                        | Имя (годы жизни) | Окончание       |                 | Партия                                                | Пр.           |
| ---------------------------------------------- | ------------------------------ | --- | --------------- | --------------- | ----------------------------------------------------- | ------------- |
| 1                                              |                                | Саид Мохамед бен Шеш Аблалла Шейх (1904—1970) фр. Saïd Mohamed Ben Chech Abdallah Cheikh араб. محمد بن عبد الله آل الشيخ أبي بكر بن سالم‎                                                    | 1 января 1962   | 16 марта 1970   | Демократический и социалистический союз сопротивления | [ 6 ] [ 7 ]   |
|                                                | Коморский демократический союз | Саид Мохамед бен Шеш Аблалла Шейх (1904—1970) фр. Saïd Mohamed Ben Chech Abdallah Cheikh араб. محمد بن عبد الله آل الشيخ أبي بكر بن سالم‎                                                    | 1 января 1962   | 16 марта 1970   |                                                       | [ 6 ] [ 7 ]   |
| пост вакантен с 16 марта до 2 апреля 1970 года |                                | |                 |                 |                                                       |               |
| 2                                              |                                | принц Саид Ибрагим бен Султан Саид Али Эль-Макели Аль-Баалави (1911—1975) фр. Said Ibrahim Ben Sultan Said Ali El Maceli Al Ba'alawi араб. سعيد إبراهيم بن سلطان سعيد علي الماسيلي البعلاوي‎ | 2 апреля 1970   | 16 июля 1972    | Демократическая ассамблея коморского народа           | [ 8 ]         |
| 3                                              |                                | Саид Мохамед Джафар (1918—1993) фр. Said Mohamed Jaffar араб. سعيد محمد جعفر‎ | 16 июля 1972    | 26 декабря 1972 | Демократическая ассамблея коморского народа           | [ 9 ]         |
| 4                                              |                                | Ахмед Абдалла Абдереман (1919—1989) фр. Ahmed Abdallah Abderemane араб. أحمد عبد الله عبد الرحمن‎                                                                                            | 26 декабря 1972 | 7 июля 1975     | Коморский демократический союз                        | [ 10 ] [ 11 ] |

## Республика Коморские Острова (1975—1978)

Флаг (1975—1978)

Воспользовавшись результатами проведённого 22 декабря 1974 года референдума о независимости, по которому население трёх из четырёх островов архипелага высказалось за независимость от Франции, генеральный совет территории 6 июля 1975 года в одностороннем порядке провозгласил независимость Республики Коморские Острова (фр. République Comorienne, араб. جمهورية جزر القمر‎), однако утвердилось и повсеместно использовалось прежнее название Коморское Государство. Франция признала независимость только островов Гранд-Комор (Нгазиджа), Анжуан (Ндзуани) и Мохели (Мвали), оставив за собой управление островом Майотта (в настоящее время он имеет статус заморского региона Франции).
Пост премьер-министра был установлен после свержения 3 августа 1975 года Ахмеда Абдаллы и прихода к власти леворадикального главы государства Али Суалиха. 13 мая 1978 года в результате нового военного переворота к власти вернулось окружение Ахмеда Абдаллы, который после возвращения из французской эмиграции провозгласил Федеральную Исламскую Республику Коморские Острова.
|        | Портрет | Имя (годы жизни)                                                     | Полномочия    | Полномочия     | Партия                         | Пр.    |
| Начало | Портрет | Имя (годы жизни)                                                     | Окончание     |                | Партия                         | Пр.    |
| ------ | ------- | -------------------------------------------------------------------- | ------------- | -------------- | ------------------------------ | ------ |
| 5      |         | Абдиллахи Мохамед (?—2010) фр. Abdillahi Mohamed араб. عبد الله محمد‎ | 7 января 1976 | 3 октября 1978 | Коморский демократический союз | [ 14 ] |

## Федеральная Исламская Республика Коморские Острова (1978—2001)
После возвращения к власти Ахмеда Абдаллы в результате организованного Робером Денаром 23 мая 1978 года военного переворота, 3 октября 1978 года была принята новая конституция, провозгласившая Федеральную Исламскую Республику Коморские Острова (фр. République fédérale islamique des Comores, араб. جمهورية جزر القمر الاتحادية الإسلامية‎). В феврале 1982 года президент Ахмед Абдалла распустил все политические партии и создал единый Коморский союз за прогресс, сформировав однопартийную политическую систему. 31 декабря 1984 года он установил прямое руководство правительством президентом республики, ликвидировав пост премьер-министра, который был восстановлен 7 января 1992 года президентом Саидом Мохаммедом Джохаром.
3 августа 1997 года остров Ндзуани объявил о выходе из состава федерации, 11 августа 1997 года его примеру последовал остров Мвали. В условиях, когда центральная власть не могла воспрепятствовать сепаратизму, 30 апреля 1999 года под руководством полковника Азали Ассумани произошёл военный переворот. 6 мая 1999 года на основании введённой им временной конституции он провозгласил себя президентом Государственного комитета (главой государства). 23 декабря 2001 года на референдуме была принята новая конституция, провозгласившая страну Союзом Коморских Островов с широкой автономией каждого из них.
|                                                             | Портрет                             | Имя (годы жизни)                                                                                       | Полномочия      | Полномочия      | Партия                                               | Выборы      | Пр.           |
| Начало                                                      | Портрет                             | Имя (годы жизни)                                                                                       | Окончание       |                 | Партия                                               | Выборы      | Пр.           |
| ----------------------------------------------------------- | ----------------------------------- | --- | --------------- | --------------- | ---------------------------------------------------- | ----------- | ------------- |
| (5)                                                         |                                     | Абдиллахи Мохамед (?—2010) фр. Abdillahi Mohamed араб. عبد الله محمد‎                                   | 3 октября 1978  | 22 декабря 1978 | Коморский демократический союз                       | [ комм. 7 ] | [ 14 ]        |
| 6                                                           |                                     | Салим бен Али Аль-Касими (1918—2002) фр. Salim Ben Ali Al-Qasimi                                       | 22 декабря 1978 | 8 февраля 1982  | Коморский демократический союз                       | 1978        | [ 21 ]        |
| 7                                                           |                                     | Али Мруджае (1939—2019) фр. Ali Mroudjaé                                                               | 8 февраля 1982  | 31 декабря 1984 | Коморский союз за прогресс                           | 1982        | [ 22 ] [ 23 ] |
| пост упразднён с 31 декабря 1984 года до 7 января 1992 года |                                     | |                 |                 |                                                      |             |               |
| 8                                                           |                                     | Мохамед Таки Абдулкарим (1936—1998) фр. Mohamed Taki Abdoulkarim араб. محمد تقي عبد الكريم‎             | 7 января 1992   | 15 июля 1992    | Национальный союз за демократию в Коморских Островах | (1987)      | [ 24 ]        |
| пост вакантен с 15 июля 1992 года до 1 января 1993 года     |                                     | |                 |                 |                                                      |             |               |
| 9                                                           |                                     | Ибрагим Абдереман Халиди (1954—2020) фр. Ibrahim Abderamane Halidi араб. إبراهيم هاليدي‎                | 1 января 1993   | 26 мая 1993     | Союз демократов за развитие                          | 1992        | [ 25 ]        |
| 10                                                          |                                     | Саид Али Мохамед (1946—) фр. Said Ali Mohamed                                                          | 26 мая 1993     | 19 июня 1993    | Национальный союз за демократию в Коморских Островах | 1992        | [ 21 ]        |
| 11                                                          |                                     | Ахмед бен Шейх Аттуман (1938—) фр. Ahmed Ben Cheikh Attoumane                                          | 19 июня 1993    | 2 января 1994   | Национальный союз за демократию в Коморских Островах | 1992        | [ 26 ]        |
|                                                             | Собрание за демократию и обновление | Ахмед бен Шейх Аттуман (1938—) фр. Ahmed Ben Cheikh Attoumane                                          | 19 июня 1993    | 2 января 1994   |                                                      | 1992        | [ 26 ]        |
| 12                                                          |                                     | Мохамед Абду Мади (1956—) фр. Mohamed Abdou Madi                                                       | 2 января 1994   | 14 октября 1994 | 1993                                                 | [ 27 ]      |               |
| 13                                                          |                                     | Халифа Хумади (1948—) фр. Halifa Houmadi                                                               | 14 октября 1994 | 29 апреля 1995  | 1993                                                 | [ 28 ]      |               |
| 14                                                          |                                     | Кааби Эль-Яхруту Мохамед (1948—) фр. Caabi El-Yachroutu Mohamed араб. محمد كعبي اليشروتي‎               | 29 апреля 1995  | 27 марта 1996   | 1993                                                 | [ 29 ]      |               |
| 15                                                          |                                     | Таджидин бен Саид Массунди (1933—2004) фр. Tadjidine ben Saïd Massoundi араб. تاج الدين بن سعيد مسوندي‎ | 27 марта 1996   | 27 декабря 1996 | 1993                                                 | независимый | [ 30 ]        |
| 16                                                          |                                     | Ахмед Абду (1936—) фр. Ahmed Abdou араб. حمد عبده‎                                                      | 27 декабря 1996 | 9 сентября 1997 | Национальное собрание за развитие                    | 1996        | [ 31 ]        |
| пост вакантен с 9 сентября до 7 декабря 1997 года           |                                     | |                 |                 |                                                      |             |               |
| 17                                                          |                                     | Нурдин Бурган (1958—) фр. Nourdine Bourhane араб. أحمد عبده‎                                            | 7 декабря 1997  | 30 мая 1998     | независимый                                          | (1996)      | [ 32 ]        |
| пост вакантен с 30 мая до 22 ноября 1998 года               |                                     | |                 |                 |                                                      |             |               |
| 18                                                          |                                     | Аббас Джуссуф (1942—2010) фр. Abbas Djoussouf араб. عباس يوسف‎                                          | 22 ноября 1998  | 30 апреля 1999  | Форум по вопросам национального восстановления       | (1996)      | [ 33 ]        |
| пост вакантен с 30 апреля до 2 декабря 1999 года            |                                     | |                 |                 |                                                      |             |               |
| 19                                                          |                                     | Бианрифи Тармиди (1958—) фр. Bianrifi Tarmidi                                                          | 2 декабря 1999  | 29 ноября 2000  | независимый                                          | (1996)      | [ 34 ]        |
| 20                                                          |                                     | Хамада Мади (1965—) фр. Hamada Madi араб. غزالي عثماني‎                                                 | 29 ноября 2000  | 23 декабря 2001 | Республиканская партия Коморских Остров              | (1996)      | [ 35 ]        |

### Государство Анжуан (1997—2001)
3 августа 1997 года остров Ндзуани объявил о выходе из состава Федеральной Исламской Республики Коморские Острова и провозглашении независимого Государства Анжуан (фр. État d’Anjouan) с целью последующего воссоединения с Францией. После отказа Франции от присоединения острова на прошедшем 26 октября 1997 года референдуме получило одобрение решение о независимости, закреплённое в принятой 25 февраля 1998 года конституции острова.

Флаг Анжуана

Для руководства правительством Анжуана 8 марта 1998 года был учреждён пост премьер-министра, просуществовавший до января 1999 года. 23 декабря 2001 года после сложных переговоров о восстановлении федерации был провозглашён Союз Коморских Островов, в котором остров получил значительную автономию.
|        | Портрет | Имя (годы жизни)                                      | Полномочия     | Полномочия     | Пр.    |
| Начало | Портрет | Имя (годы жизни)                                      | Окончание      |                | Пр.    |
| ------ | ------- | ----------------------------------------------------- | -------------- | -------------- | ------ |
| А1     |         | Хамасс Саид Омар (1935—) фр. Chamasse Said Omar       | 8 марта 1998   | 1 августа 1998 | [ 40 ] |
| А2     |         | Абду Мохамед Минди (?—?) фр. Abdou Mohamed Mhindi     | 1 августа 1998 | декабрь 1998   | [ 43 ] |
| А3     |         | Абду Мохамед Хуссейн (?—?) фр. Abdou Mohammed Hussain | декабрь 1998   | январь 1999    | [ 43 ] |

### Демократическая Республика Мвали (1997—1998)
11 августа 1997 года остров Мвали объявил о выходе из состава Федеральной Исламской Республики Коморские Острова и провозглашении независимой Демократической Республики Мвали (фр. République démocratique de Mwali).

Флаг Мвали

Для руководства правительством республики был учреждён пост премьер-министра, который занял Соидри Ахмед. В 1998 году после переговоров с федеральным правительством остров был воссоединён с федерацией.
|        | Портрет | Имя (годы жизни)                    | Полномочия      | Полномочия | Пр.    |
| Начало | Портрет | Имя (годы жизни)                    | Окончание       |            | Пр.    |
| ------ | ------- | ----------------------------------- | --------------- | ---------- | ------ |
| М1     |         | Соидри Ахмед (?—?) фр. Soidri Ahmed | 11 августа 1997 | 1998       | [ 43 ] |

## Союз Коморских Островов (с 2001)

Флаг СКО

В соответствии с принятой 23 декабря 2001 года на референдуме конституцией страна получила название Союз Коморских Островов (ком. Udzima wa Komori, фр. Union des Comores, араб. الاتحاد القمري‎).
Широкую автономию получили три составляющие союз острова, было установлено чередование права избрания президента страны из числа кандидатов, представленных попеременно каждым из островов: Нгазиджа, Ндзуани и Мвали (было отменено в 2018 году).
15 апреля 2002 года пост премьер-министра федерального правительства был упразднён, его полномочия перешли к президенту союза.
|        | Портрет | Имя (годы жизни)                                       | Полномочия      | Полномочия     | Партия                                    | Пр.    |
| Начало | Портрет | Имя (годы жизни)                                       | Окончание       |                | Партия                                    | Пр.    |
| ------ | ------- | ------------------------------------------------------ | --------------- | -------------- | ----------------------------------------- | ------ |
| (20)   |         | Хамада Мади (1965—) фр. Hamada Madi араб. غزالي عثماني‎ | 23 декабря 2001 | 15 апреля 2002 | Республиканская партия Коморских Островов | [ 35 ] |